# Jaroslav Kristek
Jaroslav Kristek (ur. 16 marca 1980 w Gottwaldovie) – czeski hokeista.

## Kariera
- HC Zlín U18 (1995-1996)
- HC Zlín U20 (1995-1997)
- HC Zlín (1997-1998)
- HC Prostějov (1998)
- Tri-City Americans (1998-2000)
- Rochester Americans (2000-2003)
- Buffalo Sabres (2003)
- HC Czeskie Budziejowice (2003-2004)
- HC Zlín (2004-2006)
- HC Energie Karlowe Wary (2006-2010)
- PSG Zlín (2010)
- HC Košice (2010-2011)
- HC Lev Poprad (2011-2012)
- HC Koszyce (2012)
- HK Nioman Grodno (2012-2016)
  -  Dynama Mińsk (2013)
  -  MsHK Žilina (2014)
  -  Eispiraten Crimmitschau (2015)
- GKS Tychy (2016-2017)
- Albatros de Brest (2017-2018)
- Courchevel-Méribel-Pralognan (2018-2020)

Wychowanek HC Zlín. W drafcie NHL z 1998 został wybrany przez Buffalo Sabres. W tym samym roku wyjechał do USA i przez dwa sezony występował w kanadyjskiej lidze juniorskiej WHL w ramach CHL (wybrany w drafcie do tych rozgrywek z numerem 4), następnie trzy lata w lidze AHL, zaś w barwach Sabres w lidze NHL rozegrał sześć meczów w styczniu 2003. W tym roku wrócił do ojczyzny i grał w klubach czeskiej ekstraligi, następnie słowackiej ekstraligi, rosyjskiej KHL i do 2013 białoruskiej ekstraligi. W październiku 2013 był zawodnikiem Dynama Mińsk (rozegrał osiem meczów, w których uzyskał tylko jedną asystę). W sezonie 2014/2015 grał ponownie w Niomanie Grodno. W 2015 krótkotrwale zawodnik niemieckiego Eispiraten Crimmitschau w DEL2. W listopadzie 2015 wrócił do Grodna. Od sierpnia 2016 zawodnik GKS Tychy. Odszedł z klubu po sezonie 2016/2017. Od października 2017 do maja 2018 zawodnik francuskiego Albatros de Brest.

## Sukcesy
Reprezentacyjne
- Srebrny medal mistrzostw świata juniorów do lat 20: 2000

Klubowe
- Mistrzostwo dywizji AHL: 2001 z Rochester Americans
- Frank Mathers Trophy: 2001 z Rochester Americans
- Srebrny medal mistrzostw Czech: 2005 z HC Zlín, 2008 z HC Energie Karlowe Wary
- Złoty medal mistrzostw Czech: 2009 z HC Energie Karlowe Wary
- Złoty medal mistrzostw Słowacji: 2011 z HC Koszyce
- Srebrny medal mistrzostw Słowacji: 2012 z HC Koszyce
- Złoty medal mistrzostw Białorusi: 2013, 2014 z Niomanem Grodno
- Puchar Kontynentalny: 2015 z Niomanem Grodno
- Puchar Polski: 2016 z GKS Tychy
- Srebrny medal mistrzostw Polski: 2017 z GKS Tychy

Indywidualne
- Ekstraliga czeska w hokeju na lodzie (2007/2008)/Play-off:
  - Pierwsze miejsce w klasyfikacji strzelców w fazie play-off: 10 goli
- Ekstraliga białoruska w hokeju na lodzie (2012/2013):
  - Drugie miejsce w klasyfikacji asystentów w sezonie zasadniczym: 33 asysty[10]
  - Drugie miejsce w klasyfikacji kanadyjskiej w sezonie zasadniczym: 54 punkty[11]
  - Pierwsze miejsce w klasyfikacji strzelców w fazie play-off: 6 goli[12]
  - Drugie miejsce w klasyfikacji kanadyjskiej w fazie play-off: 12 punktów[13]
- Ekstraliga białoruska w hokeju na lodzie (2013/2014):
  - Trzecie miejsce w klasyfikacji strzelców w fazie play-off: 7 goli[14]